# Nottingham
Nottingham je grad u Velikoj Britaniji u regiji East Midlands. Grad je poznat po legendi o Robinu Hoodu koji je živio u Šervudskoj šumi (eng. Sherwood Forest) u blizini Nottinghama.

## Znamenitosti
- Nottinghamske pećine su umjetno napravljene pećine još prije industrijske revolucije dubljenjem u pješčenjak i postale su značajne, jer se stvorila čitava mreža pećina, koje su napravili ljudi. Pećine predstavljaju turističku atrakciju i dio njih se može posjetiti.

- Nottinghamski zamak koji je izgradio Vilim I. Osvajač.

- Trg stare tržnice predstavlja žarišnu točku grada i navodno je najveći otvoreni trg u Engleskoj s 22.000 kvadratnih metara površine.

## Stanovništvo
Prema podacima iz 2008. godine uži dio grada ima 292.400, dok šire gradsko područje ima 666.358 stanovnika. 81,6% stanovnika su bjelci.

## Sport
- Nottingham Forest F.C., nogometni klub, osnovan 1865.

## Gradovi prijatelji
- Gent, Belgija
- Harare, Zimbabve
- Karlsruhe, Njemačka
- Ljubljana, Slovenija
- Minsk, Bjelorusija
- Ningbo, Kina
- Temišvar, Rumunjska

## Vanjske poveznice
- Službene stranice grada